# Abandono (Derecho)
En Derecho, el término abandono puede hacer referencia a varias situaciones en relación con las personas, los derechos y/o los bienes.

## Bienes y derechos
En el ámbito de los bienes y derechos, el abandono requiere la previa posesión, propiedad o derecho al ejercicio de alguna acción legítima por parte de una persona física o jurídica. El abandono es, pues, una renuncia, que reúne la condición de inacción definitiva, al ejercicio de ese derecho y sus efectos serán distintos en función del bien y/o derecho afectado.
El abandono, por tanto, no hace referencia a las expectativas de derechos; tampoco es aplicable el término abandono al incumplimiento de una obligación jurídica, a la que se está obligado por la legislación o para el cumplimiento de una obligación contractual. Se diferencia también de la figura jurídica de la renuncia, en que en esta se trata de un acto jurídico expreso, manifestado, mientras que en el abandono es la inacción, aun consciente, en la que el sujeto deja el bien fuera de la órbita de su poder o influencia, y que en ocasiones requiere el transcurso de un tiempo y/o el alejamiento físico. En algunos casos, habrá de determinarse por los tribunales si ha existido tal abandono. La simple mora o tardanza en el ejercicio de un derecho no puede considerarse abandono, mientras ese derecho se siga pudiendo ejercer.
Así, a modo de ejemplo, el abandono de la propiedad de un bien durante determinado tiempo puede dar lugar al nacimiento del derecho de un tercero a la propiedad del mismo. En el caso del abandono de un bien inmueble, este podrá llegar a adquirirse por usucapión.

## Personas físicas
Situación distinta es el abandono respecto a personas físicas, que puede ser: a) el abandono referido como inacción, dolosa o culposa, de las obligaciones de una persona para con otra, y que la legislación exige. Así, los padres con respecto al cuidado de sus hijos, o de estos respecto de aquellos; b) en este mismo ámbito personal, referido más estrictamente al distanciamiento físico de una persona sobre otra a su cargo, creando desamparo y desprotección de la misma y c) el abandono de personas que precisen auxilio, cuando les es negado por quienes tienen la obligación legal de prestarlo, nazca esta obligación por parentesco o por ley. En los tres supuestos, se genera una situación de riesgo para la persona abandonada y, por tanto, puede dar lugar a responsabilidad penal.
En el ámbito del derecho de familia, el abandono del hogar por uno de los cónyuges puede dar lugar a causa de separación y/o divorcio. En el derecho administrativo y el laboral, el abandono del puesto de trabajo, puede dar lugar a su pérdida, y en el derecho procesal, el abandono del procedimiento puede producir la extinción total de la pretensión.